# Monomorium lindbergi
Monomorium lindbergi är en myrart som beskrevs av Bohdan Pisarski 1967. Monomorium lindbergi ingår i släktet Monomorium och familjen myror. Inga underarter finns listade i Catalogue of Life.